# Boultham
Boultham – dzielnica miasta Lincoln, w Anglii, w Lincolnshire, w dystrykcie Lincoln. Leży 1.6 km od centrum miasta Lincoln i 191.9 km od Londynu.
W 2011 roku dzielnica liczyła 7465 mieszkańców. Boultham jest wspomniana w Domesday Book (1086) jako Buletham.